# Srokówka jasnoskrzydła
Srokówka jasnoskrzydła (Dendrocitta vagabunda) – gatunek średniej wielkości ptaka z rodziny krukowatych (Corvidae). Osiadły. Występuje na południu Azji. Nie jest zagrożony.

## Charakterystyka

### Wymiary i masa ciała
Ciało: 46–50 cm łącznie z ogonem
Skrzydło: 14,4–17,3 cm
Ogon samca: 21,8–29,7 cm
Ogon samicy: 21,9–27,9 cm
Skok: 3,2–3,7 cm
Dziób: 3,0–3,7 cm
Masa ciała: 90–130 g

### Wygląd zewnętrzny
U samców zazwyczaj dłuższy ogon. Głowa, szyja, pierś i czubek głowy ciemnoszare. Upierzenie na grzbiecie o barwie płowej, brązowawej. Jasnoszare pokrywy skrzydłowe. Lotki trzeciego rzędu czarne, kontrastujące z resztą skrzydła. W locie widoczny szary obszar na lotkach pierwszorzędowych i jasny pasek blisko końca ogona. Spód ciała płowożółty. Dutki czarne. Pióra ogona dłuższe w jego środkowej części, szare, z czarnymi końcówkami. Dziób ciemnoszary, mocny, z zakrzywioną końcówką, pióra przy nim krótkie i sztywne. Skrzydła krótkie i szerokie. Skoki czarne. Osobniki młode podobne do dorosłych. Kark o bardziej brązowej barwie, co zmniejsza kontrast kolorystyczny między nim a grzbietem. Pokrywy skrzydłowe i końcówki piór ogona o płowej barwie. Pióra ogona węższe w środkowej części niż u dorosłych osobników.

## Występowanie

### Środowisko
Przede wszystkim tereny leśne subtropikalne i tropikalne, ale występuje również na obszarach rolnych i miejskich.

### Zasięg występowania
Zamieszkuje południową Azję. Występuje w Tajlandii, Bhutanie, Wietnamie, Bangladeszu, Pakistanie, Kambodży, Nepalu, Indiach, Mjanmie i Laosie.

## Pożywienie
Gatunek wszystkożerny, ale żywi się przede wszystkim mięsem. Do jego diety należą owady, mniejsze ptaki oraz ich jaja i pisklęta, owoce, jaszczurki, gryzonie, nasiona i padlina. Na terenach miejskich spożywa również resztki ludzkiego pożywienia.

## Tryb życia i zachowanie
Spotykany w parach, a na obszarach obfitujących w pożywienie formuje stada liczące ok. 20 osobników. Siada zazwyczaj w koronach drzew. Zmienna wysokość lotu i odstępów w machaniu skrzydłami, momentami lot ślizgowy na dłuższych dystansach. Ląduje na ziemi tylko po to, by się napić lub gdy zauważy padlinę. Poza okresem godowym podąża za stadami ptaków leśnych i zjada płoszone przez nie świerszcze i ćmy lub spożywa owoce na drzewach razem z wąsalami, treronami i ptakami z rodzaju Eudynamys. Na ogół bardzo czujny, ale gdy nie jest niepokojony, staje się odważny i w poszukiwaniu pożywienia może wlatywać do domów.

### Głos
Opisywany jako głośne, metaliczne ko-ki-la lub koku-lii. Posługuje się również szeroką gamą innych odgłosów.

## Rozród

### Okres godowy
Habitat: gniazda budowane najczęściej na wysokich drzewach, na wysokości od 6 do 8 metrów.
Gniazdo: krucha platforma z ciernistych gałązek i patyków, głęboka, wyścielona np. korzonkami.

### Okres lęgowy
Jaja: od dwóch do sześciu, przeciętnie 4 lub 5. O różnorodnej wielkości i barwach – żółtawe, jasnozielone lub o czerwonym zabarwieniu, o nieregularnych szarych plamkach lub białe, pozbawione znaczeń. Składane od marca do lipca. Na północy Indii przede wszystkim od maja do czerwca, a na południu od marca do kwietnia.
Wysiadywanie: wysiaduje zarówno samiec, jak i samica.

## Podgatunki
Wyróżnia się 9 podgatunków D. vagabunda.
| Wyróżniane podgatunki                  | Wyróżniane podgatunki |
| -------------------------------------- | --- |
| D. v. vagabunda (Latham, 1790)         | Podgatunek nominatywny. Występuje w niższych partiach Himalajów, na obszarze od wschodniego Uttarakhandu do północno-wschodnich Indii, a także od południa półwyspu do północy stanu Andhra Pradesh.                                                   |
| D. v. bristoli Paynter, 1961           | Wschodnia część Pakistanu i północne Indie. Podgatunek z najdłuższym ogonem (26,5–36,3 cm). Upierzenie o bogatej kolorystyce jak u podgatunku nominatywnego.                                                                                           |
| D. v. behni Steinheimer, 2009          | Zachodnie i środkowe partie Indii od południa Gudźaratu do centrum Karnataki oraz od wschodu do grzbietów górskich Ghat Zachodnich. |
| D. v. parvula Whistler i Kinnear, 1932 | Południowo-zachodnie Indie: południowa Karnataka, Kerala. Podgatunek z najintensywniejszym ubarwieniem. Górne partie ciała czerwonawobrązowe. |
| D. v. pallida (Blyth, 1846)            | Południowo-wschodnie Indie (część na południe od Ghat Wschodnich, w pobliżu południowej partii rzeki Godawari). Większy niż podgatunek nominatywny, ale z mniej intensywnymi kolorami – dolna część ciała płowożółta, upierzenie na grzbiecie szarawe. |
| D. v. sclateri E. C. S. Baker, 1922    | Zachodnia i północna Mjanma. Górne partie ciała ciemniejsze niż u podgatunku nominatywnego, z rozmytym kolorem upierzenia na karku i grzbiecie. |
| D. v. kinneari E. C. S. Baker, 1922    | Środkowa i wschodnia Mjanma, południe Chin (południowo-zachodni Junnan), północno-zachodnia Tajlandia. Podobny do D. v. sclateri, ale ciemniejszy. |
| D. v. saturiator Ticehurst, 1922       | Południowa Mjanma, południowo-zachodnia Tajlandia. Najmniejszy i najciemniejszy spośród wszystkich podgatunków. Górne części ciała czerwonawobrązowe.                                                                                                  |
| D. v. sakeratensis Gyldenstolpe, 1920  | Centralna, wschodnia i południowo-wschodnia Tajlandia, Kambodża, południowy Laos, środkowy i południowy Wietnam. Podobny do podgatunku nominatywnego, ale z ciemniejszym tyłem szyi.                                                                   |

## Status
IUCN uznaje srokówkę jasnoskrzydłą za gatunek najmniejszej troski (LC, Least Concern) nieprzerwanie od 1988 roku. Liczebność populacji nie została oszacowana, ale ptak ten opisywany jest jako zazwyczaj pospolity do bardzo pospolitego, choć np. w Wietnamie jest rzadki. Trend liczebności populacji oceniany jest jako spadkowy.